# Parque nacional Losiny Ostrov
Parque nacional Losiny Ostrov (en ruso: Национальный парк "Лосиный Остров") es el primer parque nacional de Rusia. Se encuentra en la ciudad Moscú, en el óblast del mismo nombre, se presume que es el bosque más grande en una ciudad de su tamaño.
La superficie total del parque nacional en 2001 fue de 116,21 kilómetros cuadrados, (11,621 hectáreas). El Bosque ocupa unos 96,04 km² (83% del total), de los cuales 30,77 km² (el 27%) están dentro de los límites de la ciudad de Moscú.
Otras tierras en el parque incluyen 1,69 km² (2%) de espacios acuáticos y 5,74 km², o el  % de ciénagas. Un adicional de 66,45 km² esta reservado para la ampliación del parque.